# John Jardine
John Frederick Jardine (* 1951) ist ein kanadischer Mathematiker, der sich mit Algebraischer Topologie (Homotopietheorie), Algebraischer Geometrie und Kategorientheorie befasst.
Jardine wurde 1981 an der University of British Columbia bei Roy Rene Douglas promoviert (Algebraic homotopy theory, groups and K-theory).  Als Post-Doktorand war er an der University of Toronto und 1982 bis 1984 Dickson Instructor an der University of Chicago. Ab 1984 war er Assistant Professor, 1987 Associate Professor und ab 1990 Professor an der University of Western Ontario. 1998 bis 2003 stand er der Mathematikfakultät vor. Seit 2002 hat er dort den Canada Research Chair in Applied Homotopy Theory.
In den 1980er Jahren entwickelte er etwa gleichzeitig und unabhängig vom Kanadier André Joyal neue Homotopietheorien für die algebraische Geometrie, die Ausgangspunkt einer ganzen Reihe von Weiterentwicklungen waren und durch Jardine und andere Anwendungen in anderen Bereichen der Mathematik fanden (Dynamische Systeme, Informatik). Mit Gunnar Carlsson gründete er eine Konferenzserie für Anwendungen von Methoden der algebraischen Topologie in der Informatik und organisierte dazu 2006 ein Programm am MSRI und am Fields Institute.
Mit Dan Grayson ist er Ko-Gründer des Algebraic K-Theory Preprint Archive
1991/92 war er Gastprofessor an der University of British Columbia. 1992 erhielt er den Coxeter-James-Preis.
1987 bis 1989 war er Sloan Research Fellow. 2008 wurde er Fellow des Fields Institute auf Lebenszeit.

## Schriften
- mit Paul Goerss Simplicial Homotopy Theory, Progress in Mathematics 174, Birkhäuser 1999, 2. Auflage 2009
- Generalized Etale Cohomology Theories, Progress in Mathematics 146, Birkhäuser 197
- mit Victor Snaith (Herausgeber) Algebraic K-theory: Connections with Geometry and Topology, NATO ASI Series C, Band 279, Kluwer Academic Publishers, Dordrecht 1989
- mit P. G. Goerss (Herausgeber) Algebraic K-theory and Algebraic Topology, NATO ASI Series C, Band  407, Kluwer Academic Publishers, Dordrecht 1993
- als Herausgeber Applications of K-theory and Cohomology, Homology, Homotopy and Applications, Band 7, 2005, Heft 3
- Homotopy and homotopical algebra, in M. Hazewinkel (Herausgeber) Handbook of Algebra, North-Holland, Amsterdam, Band 1, 1996, S. 339–370.